# Brandenburg-Prusia
Brandenburg-Prusia (germană Brandenburg-Preußen) a fost o monarhie germană formată în urma uniunii personale dintre Ducatul Prusia și Margrafiatul Brandenburg în 1618. Monarhia era condusă de ramura familiei Hohenzollern aflată la conducerea Brandenburgului. Termenul Brandenburg-Prusia se referă la perioada dintre formarea uniunii până în 1701, după care a avut denumirea Regatul Prusiei.
Margrafiatul Brandenburg a fost condus din 1415 de ramura principală a familiei Hohenzollern. Capii acesteia dețineau din 1356 titlul de prinț elector în cadrul Sfântului Imperiu Roman.
Ducatul Prusia a fost creat în urma secularizării statului monastic al Cavalerilor Teutoni. Era un stat vasal Poloniei și guvernat de un membru al unei ramuri inferioare a familiei Hohenzollern, ducele Albert de Prusia. La moartea acestuia, moștenitorul a fost Albert Frederic. Din cauza îmbolnăvirii ducelui, Prusia era guvernată de o regență, ultimul regent fiind prințul Brandenburgului. În urma căsătoriei fiicei lui Albert Frederic cu fiul prințului Brandenburgului Joachim Sigismund, ramura principală a familiei Hohenzollern și-a asigurat dreptul de succesiune la tronul ducatului. Aceștia au intrat în posesia tronului în 1618, la moartea lui Albert Frederic, însă ducatul a rămas vasal Poloniei.
În urma răzoiului de 30 de ani, Suedia, în război cu Polonia a ocupat mare parte din teritoriile monarhiei Brandenburg-Prusia. Treptat, în perioada lui  Frederic Wilhelm, Brandenburg-Prusia a recuperat Pomerania, episcopatul Halberstadt și Minden, arhiepiscopatul Magdeburg și episcopatul Kammin. În 1657, urmare a slăbiciunii Poloniei în războiul ei cu Suedia, Frederic Wilhelm a obținut suveranitatea a Prusiei prin Tratatul de la Wehlau.
Localizarea ducatului Prusia în afara Sfântului Imperiu Roman (în interiorul căruia nici un conducător nu se putea numi rege) i-a permis prințului elector Frederic al III-lea de Brandenburg să devină în 1701 „rege în Prusia”, aceasta fiind ca o recompensă pentru sprijinul dat împăratului Leopold I în Războiul pentru succesiunea spaniolă. Aceasta a dus la sistarea vechii relații cu Polonia, ultimul monarh al statului dual Brandenburg-Prusia fiind ultimul monarh prusac polonofon.